# Акимкин, Павел Владимирович
Павел Владимирович Акимкин (род. 4 сентября 1983 год, Курск) — российский актёр, музыкант, композитор.

## Биография
Родился в семье военного. Окончил музыкальную школу по классу баяна.
В 1998 году поступил в ГМУ им. Гнесиных на специальность «Руководитель народного хора». После окончания училища познакомился с режиссёром Владимиром Панковым, который посоветовал Павлу учиться режиссуре в ГИТИСе у собственного педагога О. Л. Кудряшова. В 2006 году окончил режиссёрский факультет ГИТИСа (мастерская О. Л. Кудряшова). Актёр Театра Наций и студии В. Панкова SounDrama. Помимо актёрской работы пишет музыку к спектаклям.

## Благотворительность
Павел является членом Попечительского совета негосударственного благотворительного фонда «Галчонок», оказывающего помощь детям с органическими поражениями центральной нервной системы.

## Личная жизнь
Женат на Нике, дочери актёра Валерия Гаркалина, имеет сына Тимофея и дочь Екатерину.

## Работа в театре и кино

### Театральные работы
- «Курьер» К. Шахназаров,  Центр драматургии и режиссуры, режиссёр В. Панков, 2025 г.
- «Скоморох Памфолон» Н. Лесков,  Центр драматургии и режиссуры, режиссёр В. Панков, 2022 г.
- «Однорукий из Спокана» М. Макдонах, Центр драматургии и режиссуры, режиссёр В. Панков, 2018 г.[10]
- «Синяя синяя птица», по мотивам произведению М. Метерлика, Театр Наций, О. Глушков, 2017 г.
- «Старый дом» А. Казнцев, Центр драматургии и режиссуры, режиссёр В. Панков, 2017 г.
- «Цирк» Театр Наций, режиссёр М. Диденко, 2017 г.
- «Утиная охота» А. Вампилов, Театр Et Cetera, режиссёр В. Панков, 2015 г.
- «Кто боится Вирджинии Вульф?» по пьесе Эдварда Олби, Студия SounDrama совместно с АртПартнер XXI век, режиссёр В. Панков, 2015 г.
- «СтихоВаренье» по стихам М. Рупасовой и др., Фонд «Галчонок», режиссёр Ю. Пересильд, 2015 г.
- «Песни военных лет», Театр Наций, 2015 г.
- «ВОЙНА» по произведениям «Смерть героя» Р. Олдингтона, «Илиада» Гомера и «Записки Кавалериста» Николая Гумилёва, Студия SounDrama совместно с Международным Чеховским Фестивалем и Эдинбургским фестивалем, режиссёр В. Панков, 2014 г.
- «ДВОР» по пьесе Е.Исаевой, Студия SounDrama совместно с Гоголь-Центром, режиссёр В. Панков, 2014 г.
- «Fарс-мажорный концерт», Театр Наций, 2013 г.
- «ЖЕНИХИ», Театр Наций, режиссёр Н. Гриншпун, 2012 г.
- «СИНДРОМ ОРФЕЯ» по поэме В. Маяковского и пьесе Ж.Кокто, Студия SounDrama совместно с Международным Чеховским Фестивалем и Театром Vidy-Loasanne (Швейцария), режиссёр В. Панков, 2012 г.
- «ГОРОД.ОК» по произведениям В. Ирвинга и М. Е. Салтыкова-Щедрина, Студия SounDrama, Студия VI совместно с Международным Чеховским Фестивалем, режиссёр В. Панков, 2011 г.
- «Я, ПУЛЕМЁТЧИК» по пьесе Юрия Клавдиева, Студия SounDrama, режиссёр В. Панков, 2010 г.
- «РОМЕО И ДЖУЛЬЕТТА» У.Шекспир, Театр Наций, режиссёр В. Панков, 2009 г.
- "ГОГОЛЬ.ВЕЧЕРА.НАКАНУНЕ ИВАНА КУПАЛА"по повести Н. В. Гоголя «Вечер накануне Ивана Купала», Студия SounDrama, режиссёр В. Панков, 2009 г.
- «РАССКАЗЫ ШУКШИНА» В. Шукшин, Театр Наций, режиссёр А. Херманис, 2008
- «ГОГОЛЬ.ВЕЧЕРА. СОРОЧИНСКАЯ ЯРМАРКА» по повести Н. В. Гоголя «Сорочинская ярмарка», Студия SounDrama, режиссёр В. Панков, 2008 г.
- «ГОГОЛЬ.ВЕЧЕРА.МАЙСКАЯ НОЧЬ, ИЛИ УТОПЛЕННИЦА» по произведению Н. В. Гоголя «Майская ночь, или Утопленница», Студия SounDrama, режиссёр В. Панков, 2007 г.
- «ШВЕДСКАЯ СПИЧКА» А. Чехов, Театр Наций, режиссёр Н. Гриншпун, 2007 г.
- «ГОРЯЧЕЕ СЕРДЦЕ» А. Островский, Театр на Малой Бронной, режиссёр Р. Самгин, 2007 г.
- «ХОЛОСТОЙ МОЛЬЕР» Ж-Б Мольер, Московский театр Школа современной пьесы, режиссёр А. Першин, 2006 г.
- «ПЕРЕХОД» по пьесам современных драматургов, куратор Е. Исаева, Студия SounDrama совместно с Центром Драматургии и Режиссуры, режиссёр В. Панков, 2006 г.
- «МОРФИЙ», М.Булгаков, Театр Et Cetera, режиссёр В. Панков, 2006 г.
- «СНЕГИРИ» Театр Наций, режиссёр Т. Сополёв, М. Чумаченко, 2006 г.
- «СНЕЖНАЯ КОРОЛЕВА» Режиссёр В. Родионова, г. Сергиев Посад, 2005 г.
- «МАЛЕНЬКИЙ ПРИНЦ» Режиссёр Е. Ткачук, г. Сызрань, 2005 г.
- «ВРЕМЯ НОЛЬ» Центр «Согласие», режиссёр В. Панков, 2001 г.

### Режиссерские работы
- «Немец» Л. Манович, Центр драматургии и режиссуры, 2021 г.[11]

### Фильмография
- «Первый оскар», Сергей Мокрицкий, 2022 г.
- «Забытые Богом», Ольга Макарова, Евгения Гирзекорн, 2021 г.
- «Оптимисты», Алексей Попогребский, 2019 г.
- «Матильда», Алексей Учитель, 2017 г.
- «Я — Учитель», Сергей Мокрицкий, 2016 г.
- «Биограф», Виктор Горбачёв, 2013 г.
- «Восьмёрка», Алексей Учитель, 2013 г.
- «Доктор», Владимир Панков, 2012 г.
- «Два Антона», Леонид Мазор, 2009—2011 гг.
- «Москва, я люблю тебя», Мурад Ибрагимбеков, 2009 г.
- «Буревестник (мультфильм)», Алексей Туркус, 2004 г.

### Музыка к спектаклям
- «Арбенин», Театр Сатиры режиссёр-хореограф С. Землянский, Москва, 2022 г.
- «Мадам Рубинштейн», Театр им. А. С. Пушкина, режиссёр Е. Писарев, Москва, 2022 г.
- «Пиковая дама», Театр юного зрителя Екатеринбург, режиссёр-хореограф С. Землянский, Екатеринбург, 2020 г.
- «Ложные признания», Театр им. А. С. Пушкина, режиссёр Е. Писарев, Москва, 2020 г.
- «Три товарища», Латвийский театр оперы и балета, режиссёр-хореограф С. Землянский, Латвия, 2019 г.
- «Рыцарь пламенеющего пестика», Театр им. А. С. Пушкина, режиссёр Д. Доннеллан, Москва 2019
- «Холостомер», Иркутский Драматический Академический театр им Н.П. Охлопкова, режиссёр-хореограф С. Землянский, Иркутск, 2018 г.
- «Самая легкая лодка в мире», Театр им. В. Маяковского, режиссер А. Золотовицкий, Москва, 2018 г.
- «Макбет», Театр Гешер, режиссёр-хореограф С. Землянский, Израиль, 2018 г.
- «Кот в сапогах», Театр юного зрителя Екатеринбург, режиссёр-хореограф С. Землянский, Екатеринбург, 2018 г.
- «Дом Бернарды Альбы», Театр "Красный Факел", режиссёр-хореограф С. Землянский, Новосибирск, 2017 г.
- «Женитьба», Лиепайский театр, режиссёр-хореограф С. Землянский, Латвия, 2017 г.
- «Воскресенье», Академия Н.С. Михалкова, режиссёр-хореограф С. Землянский, Москва, 2016 г.
- «Калигула», Московский Губернский Театр, режиссёр-хореограф С. Землянский, Москва 2016 г.
- «Вид с моста», Московский Губернский Театр, режиссёр А. Горушкина, Москва 2016 г.
- «Фабрика слов», Театр им. В. Маяковского, режиссер Ольга Лапина, Москва, 2015 г.
- «Жанна Д'Арк», Театр им. А. С. Пушкина, режиссёр-хореограф С. Землянский, Москва 2015 г.
- «РЕВИЗОР», Театр им. М. Н. Ермоловой, режиссёр-постановщик Сергей Землянский, Москва 2015 г.
- «ДЕМОН», Театр им. М. Н. Ермоловой, режиссёр-постановщик Сергей Землянский, Москва 2014 г.
- «МЕРА ЗА МЕРУ», Театр им. А. С. Пушкина, режиссёр Д. Доннеллан, Москва 2014 г.
- «Индулис и Ария», Лиепайский театр, режиссёр-хореограф С. Землянский, Латвия, 2013 г.
- «ДАМА С КАМЕЛИЯМИ», Театр им. А. С. Пушкина, режиссёр-хореограф С. Землянский, Москва 2013 г.
- «МАТЕРИНСКОЕ ПОЛЕ», Театр им. А. С. Пушкина (филиал), режиссёр С. Землянский, Москва 2012 г.
- «О.С.», Студия SounDrama, режиссёр С. Землянский, Москва 2011 г.

### Музыка к кино
- «Первый оскар», Сергей Мокрицкий, 2022 г.
- «За отцом в Антарктиду», Екатерина Грачева, 2020 г.
- «Я — учитель», Сергей Мокрицкий, 2016 г.

## Признание и награды
- премия МК «За лучшую мужскую роль» за спектакль «Война», 2015 г.[12]
- премия МК «За лучшую мужскую роль второго плана» за спектакль «Город. ОК», 2012 г.
- премия МК «За лучшее музыкальное оформление» за спектакль «Рассказы Шукшина», 2010 г
- премия «Золотой лист» за спектакль «На траве двора», 2006 г.[13]